# Fritz Beck

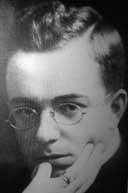
Fritz Beck (um 1932)

Friedrich „Fritz“ Ludwig Andreas Beck (* 14. Juli 1889 in Landsberg am Lech; † am 30. Juni/1. Juli 1934 im Gündinger Wald beim KZ Dachau) war ein deutscher politischer Aktivist. Beck wurde vor allem bekannt als Schöpfer des Internationalen Studentenhilfswerks in München sowie als einer der Getöteten des sogenannten Röhm-Putsches.

## Leben und Wirken

### Jugend und Studienzeit bis zum Ersten Weltkrieg (1889 bis 1914)
Fritz Beck wurde 1889 als erstes und einziges Kind des Kaufmanns Johann Friedrich Beck (* 5. Oktober 1862) und seiner Frau Barbara, geborene Hieber (* 3. September 1860 in Landsberg; † 10. Juni 1896), geboren. Nach dem frühen Tod der Mutter heiratete der Vater erneut. Aus der zweiten Ehe des Vaters mit Anna Rudolph aus Wangen im Allgäu gingen zwölf jüngere Geschwister Becks hervor. Die Eltern betrieben ein Geschäft für Schirme in Landsberg, dessen Sortiment später um Nähmaschinen und Musikalien erweitert wurde.
Als Kind besuchte Beck erst die Volksschule in Landsberg und dann das Gymnasium Schäftlarn. Später wechselte er an das humanistische Gymnasium in Neuburg an der Donau, das fast 100 Kilometer von seinem Wohnort entfernt lag. 1909 legte er in Neuburg das Abitur ab. Da seine Eltern seine höhere Schulbildung nicht finanzieren konnten, wurde ihm das Geld von Verwandten in München zur Verfügung gestellt.
Im Wintersemester 1909/1910 begann Beck mit dem Studium der klassischen Philologie an der Ludwig-Maximilians-Universität in München, an der er insgesamt 22 Semester lang eingeschrieben blieb (8 davon als „beurlaubt“). Die Eintragung Becks in der Studentenkartei der Universität im Wintersemester 1920/1921 endet, ohne dass ein Abschluss erwähnt wird.
Sein eigentliches Studium vernachlässigte Beck schon früh, um sich in immer stärker werdenden Maße ehrenamtlich zu engagieren. Am 31. März 1910 gründete er mit rund zwanzig Kommilitonen aus dem Landsberger Raum die Landsberger Studentenschaft (LSt). Er übernahm das Amt des 1. Vorstands, legte dieses aber aus Verhinderungsgründen bereits am 8. April 1911 nieder.
Ab dem Wintersemester 1910/1911 belegte Beck neben seinen philologischen Veranstaltungen auch historische, insbesondere neuzeitliche, und kunstgeschichtliche Lehrveranstaltungen. Maßgebliche Einflüsse erfuhr Beck zu dieser Zeit durch seine Professoren Aloys Fischer, Carl Sonnenschein und vor allem Friedrich Wilhelm Foerster, die sein soziales Bewusstsein schärften. 1912 übernahm Beck der Vorsitz der Studentischen Arbeiter-Fortbildungskurse München und Pasing, den er bis 1915 ausüben sollte. Angeregt durch seinen Mentor Foerster übernahm Beck in dieser Eigenschaft die Organisation studentischer Arbeiterunterrichtskurse, von denen rund 2000 Arbeiter aller Altersklassen und Berufsschichten, die von rund 150 Studierenden unterrichtet wurden, profitierten.
Aufgrund seiner Tätigkeit als Vorsitzender der Fortbildungskurse scheint Beck ab dem Sommersemester 1912 nur sehr wenig Zeit an der Universität zugebracht zu haben, was aus dem Umstand hervorgeht, dass er zwar eingeschrieben war, aber nur ein sehr geringes Hörgeld bezahlte. Im Sommersemester 1913 schrieb Beck auf Philosophie um und nahm insbesondere an pädagogischen Lehrveranstaltungen teil. Im Wintersemester 1913/1914 beteiligte er sich an der Gründung des Akademisch Sozialen Ausschusses. Während dieser Zeit nahm er nur noch psychologische und pädagogische Lehrangebote wahr, die seiner sozialen Tätigkeit zugutekamen. Im Sommersemester 1914 besuchte Beck schließlich nur noch die Veranstaltungen Friedrich Wilhelm Foersters.

### Tätigkeit während des Ersten Weltkrieges (1914 bis 1918/1919)
Am Ersten Weltkrieg nahm Beck nicht als Soldat teil. Er wurde vom Waffendienst zurückgestellt. Im Oktober 1914 rief er mit anderen den Akademischen Hilfsbund München ins Leben, der sich der Unterstützung von Akademikern widmete, die an der Front standen, verwundet im Lazarett lagen oder in Gefangenschaft geraten waren. Nach eigener Aussage gab er zu dieser Zeit Kurse für Kriegsblinde im Lazarett des amerikanischen Arztes Dr. Jung. Außerdem organisierte er Führungen in Münchener Museen und Betrieben für die in Münchener Lazaretten weilenden Verwundeten.
Im Wintersemester 1915/1916 war Beck an der Universität beurlaubt. Später rief ihn die Kriegs-Wohlfahrtsorganisation des Deutschen Studentendienstes von 1914 nach Berlin. Dort übernahm er die Spitze der Abteilung Versorgung der kriegsgefangenen deutschen Akademiker in Russland und England mit Büchern.
Ab November 1916 war Beck zusammen mit Reinhold Schairer für den Deutschen Sonderausschuss für Kriegsgefangenenhilfe in Kopenhagen tätig. Nach dem Muster der Münchener studentischen Arbeiterunterrichtskurse organisierte er als Sekretär Kurse für Kriegsgefangene im Kriegsgefangenenlager Hall in Nordjütland und in anderen Lagern. Ferner sorgte er für die Einrichtung von Lagerbüchereien, die Versendung von Büchern an Kriegsgefangene und dafür, dass Gefangenen Gelegenheit geben wurde, ihre Abschlussprüfung im Lager abzulegen. Für seine Arbeit dort wurden ihm „in Anerkennung besonderer Verdienste um die militärische Sanitätspflege im Kriege“ das Ehrenzeichen 2. Klasse vom Roten Kreuz, eine österreichische Auszeichnung, durch Prinz und Erzherzog Franz Salvator (Urkunde vom 11. Juli 1917) sowie das König Ludwig-Kreuz für Heimatverdienste durch den bayerischen Innenminister Brettreich verliehen.
1918 wurde Beck von der Kriegsgefangenenfürsorge von Kopenhagen nach Bern versetzt. Nach dem militärischen Zusammenbruch des deutschen Reiches und dem Ausbruch der Novemberrevolution im Herbst 1918 ging Beck als Sekretär seines alten Mentors Friedrich Wilhelm Foerster nach Bern: Foerster war kurz zuvor von dem im Zuge der Revolutionswirren zum neuen Ministerpräsidenten von Bayern avancierten Kurt Eisner zum diplomatischen Vertreter Bayerns in Bern ernannt worden (gemäß den sogenannten Reservatsrechten, die Bayern in der Verfassung von 1871 zustanden, durfte Bayern eigene diplomatische Vertreter ins Ausland entsenden). Bis ins Jahr 1919 war Beck – der in den Akten zum Botschaftspersonal gezählt wurde – als Mitarbeiter Foersters daran beteiligt, Verbindungen zu den ehemaligen Kriegsgegnern zu knüpfen. Insbesondere organisierte Foerster Lebensmittellieferungen für Bayern über die Schweiz, wobei er auf die Erfahrungen Becks in Kopenhagen zurückgriff.
Im Mai 1919 wurde Beck durch einstimmigen Beschluss der Münchener Studentenschaft als erster Studentensekretär an einer deutschen Hochschule nach München gerufen.

### Beck als Studentenführer (1919/1920 bis 1934)
Nach seiner Rückkehr nach München wurde Beck im Mai 1919 als erster Studentensekretär an einer deutschen Hochschule nach München gerufen. Er war damit erster hauptamtlicher Sekretär des neu gegründeten allgemeinen Studentenausschusses. Zum Wintersemester 1919/1920 schrieb er sich wieder als Studierender ein.
Auf Becks Veranlassung hin wurde im November 1919 ein vorbereitender Ausschuss zur Gründung des Vereins Studentenhaus einberufen. Die Gründung des Vereins Studentenhaus e.V. folgte im März 1920. Als Zweck der neuen Körperschaft, der eine GmbH als ausführendes Organ zur Seite gestellt wurde, wurde die Linderung der Not der studentischen Jugend und die Förderung der Anliegen des Weltstudentenwerks festgelegt. Besondere Aufmerksamkeit ließ Beck dabei den Kriegsheimkehrern zuteilwerden. In den folgenden Jahren war er in Personalunion der Leiter und Geschäftsführer des Deutschen Studentenhilfswerks und der Deutschen Akademischen Austauschstelle (AKA), die ebenfalls in den Räumen des Vereins Studentenhaus untergebracht war.
Im Mai 1920 wurde unter Becks Ägide in der Ludwigstraße 9 das erste Studentenheim des Vereins Studentenhaus unter Beteiligung des Landesausschusses für Soldatenheime eröffnet. Innerhalb kurzer Zeit folgte die Eröffnung weiterer dem sozialen Wohl der Studenten dienender Einrichtungen: Namentlich die Warenvermittlungsstelle im Torraum der Münchener Universität (Oktober 1920) und des Studentenheims Amalienstraße 87, das anstelle des ersten Studentenheims trat (Februar 1921). Im April 1921 erwarb der Verein Studentenhaus schließlich das Anwesen Türkenstraße 58 und übernahm damit die gesamte Studentenspeisung in München. Ebenfalls im April 1921 eröffnete Beck das Studentenheim im Medizinerviertel. Im weiteren Verlauf des Jahres 1921 vollzog Beck Studentenhaus die Gründung einer Abteilung für Krankenfürsorge (August 1921) und die Eröffnung einer Schuhreparaturwerkstätte in der Technischen Universität (Oktober 1921). 1922 übernahm das Studentenhaus die Erfrischungsstätte an der Universität und eröffnete die Schreibstube und der Druckerei (Oktober 1922). 1923 richtete das Studentenwerk eine Schwarzpresse an der Universität ein (Juli 1923). 1924 wurde ein eigenes Kammerorchester des Studentenhauses gegründet (Juli 1924) und eine selbständige Druckereiabteilung im Anwesen Türkenstraße 58 eingerichtet (Oktober 1924).
Im Februar 1921 erfolgte auf Veranlassung von Beck durch die Dresdener Genossenschaft, den Münchner Studentenhausverein und die Tübinger Studentenhilfe die Gründung der Wirtschaftshilfe der deutschen Studentenschaft als Dachverband (1929 in Deutsches Studentenwerk umbenannt). Im Juni 1921 konnte die Industriell Carl Duisberg dafür gewonnen werden den Vorsitz der Wirtschaftshilfe zu übernehmen.
1926 gründete Beck den Deutsch-Ausländischen Studentenclub in München, der als Ortsgruppe des Weltstudentenwerkes anerkannt wurde. Nach eigenem Bekunden erwies er hiermit seine Dankbarkeit für die großzügige Hilfe des Auslandes während der Zeiten der Inflation und materiellen Not der deutschen Studierenden in den ersten Nachkriegsjahren. Am 14. Dezember 1927 folgte die Gründung der akademischen Auslandsstelle München mit Sitz im Studentenhaus.
Nach dem Machtantritt der Nationalsozialisten im Frühjahr 1933 entschied sich Beck dagegen, ein Angebot, als Mitarbeiter des Weltstudentenwerkes ins Ausland zu gehen, anzunehmen. Stattdessen war ihm daran gelegen, sein Lebenswerk vor der Zerstörung durch das neue Regime zu bewahren. Als im Frühling 1933 der Prozess der Gleichschaltung, in dessen Verlauf sämtliche nicht-nationalsozialistischen Organisationen aufgelöst oder auf nationalsozialistische Linie gebracht wurden, einsetzte, beeilte Beck sich daher in Kontakt mit potenten Persönlichkeiten des neuen Systems zu kommen, die bereit sein würden ihre schützende Hand über das Studentenhaus zu halten. Über seinen ehemaligen Mitarbeiter Maier, der inzwischen in der SA-Führung beschäftigt war, nahm Beck schließlich Verbindung mit dem Stabschef der Sturmabteilung (SA), der Parteiarmee der NSDAP, Ernst Röhm auf: Diesem trug er im Sommer 1933 den Ehrenvorsitz des Münchener Studentenwerks an. Röhm, der damals als zweitmächtigster Mann in der NS-Bewegung nach Hitler galt, nahm dieses Angebot an: Ab Juni 1934 firmierte Röhm als Vorsitzender des Vereins Studentenhaus, der bald danach in Studentenwerk München umbenannt wurde. Röhms Stellung beschränkte sich dabei auf die eines Ehrenprotektors des Studentenwerkes, ohne dass nennenswerte tatsächliche persönliche oder politische Kontakte zwischen ihm und Beck bestanden.
Im Sommer 1933 nahmen Röhm und der SS-Chef Heinrich Himmler an einer Tagung des Weltstudentenwerkes im Kloster Ettal teil, die von Beck, als de facto Gastgeber, organisiert wurde. Die Nationalsozialisten nutzten diese Tagung, um sich gegenüber dem Ausland zu profilieren.
Von Anfang April bis Ende Mai 1934 hielt Beck sich zur Kur in Agra in der Schweiz auf. Obwohl er sich bedroht fühlte, kehrte Beck Anfang Juni 1934 nach München zurück. Becks Neffe Hermann Huber erklärte später dazu, Becks Verbundenheit mit seinem Werk sei zu stark gewesen, als dass er es „habe im Stich lassen können“.

### Der Mordfall Fritz Beck
Am Abend des 30. Juni 1934 wurde Beck von drei bewaffneten SS-Männern in seiner Münchener Wohnung verhaftet. Anschließend wurde er in ein Waldstück außerhalb von München verschleppt und dort in der Nacht zum 1. Juli 1934 gegen 23.00 Uhr erschossen. Verletzungen, die später an seiner Leiche festgestellt wurden, deuten darauf hin, dass er vor seiner Erschießung schweren Misshandlungen ausgesetzt war. Die Ermordung Becks fand im Zuge der als Röhm-Putsch bekannt gewordenen politischen Säuberungsaktion der NS-Regierung vom Sommer 1934 statt. Hauptzweck der Aktion war die politische Entmachtung der Sturmabteilung (SA), der Parteiarmee der NSDAP, und ihrer führenden Persönlichkeiten um den Stabschef der SA Ernst Röhm. Daneben wurden auch einige Angehörige der SS sowie Personen, die sich bei den NS-Machthabern in der Vergangenheit unbeliebt gemacht hatten, „nebenbei“ mitbeseitigt. Hinzu kamen schließlich noch Ausschreitungen durch Personen, die in der „Nacht der langen Messer“ persönliche Abrechnungen mit ihren Privatfeinden beglichen sowie einige Fälle von Verwechslungen, bei denen Personen irrtümlich umgebracht wurden, weil man sie mit der eigentlich gesuchten verwechselte.
Im Falle von Beck ist nicht gesichert, ob er auf Weisung von „oben“ umgebracht wurde, oder ob lokale NS-Funktionäre in München – konkret Angehörige der nationalsozialistischen Studentenschaft der Münchener Universität – ihn eigenmächtig umbringen ließen. Nach seinem Tod wurde seine Wohnung mehrmals polizeilich durchsucht, wobei Bücher und Unterlagen beschlagnahmt wurden. Außerdem vernahm man seine Angehörigen sowie Mitarbeiter und bezichtigte ihn der Unterschlagung von Geldern des Studentenwerkes. Als mögliche Gründe für Becks Ermordung werden in der Literatur angeführt: (1) Seine formale/äußere Nähe zu Ernst Röhm als dem Hauptziel der Säuberungsaktion aufgrund von Röhms Ehrenvorsitz des Studentenhauses; (2) Becks grundsätzliche Gegensätzlichkeit zum NS-Regime als gläubiger Katholik, Vertreter eines demokratischen Pluralismus, Befürworter von Frieden und Förderer der Auslandsstudierenden. Insbesondere stand er der Rassenpolitik des Nationalsozialismus ablehnend gegenüber und hatte diese Ablehnung noch 1932 öffentlich geäußert; (3) Sein Eintreten für die gesellschaftliche Neutralität des Vereins Studentenhaus, die sich implizit gegen den Machtanspruch des NS-Studentenschaft stellte.
Becks Leiche wurde am 1. Juli 1934 auf einem Feld bei Allach aufgefunden und anschließend ins Leichenschauhaus der Stadt München gebracht. Seine Brieftasche und sein Siegelring fehlten. Der Tote wurde durch einen Neffen im Beisein des Oberstaatsanwalts Jänicke identifiziert. Später berichtete er, dass die Leiche Spuren von Gewaltanwendung (blaue Flecken u. a.) und von fünf Schüssen (drei Pistolen- und zwei Gewehrschüsse) aus verschiedenen Waffen aufgewiesen habe. Zunächst von der Staatsanwaltschaft beim Landgericht München I eingeleitete Ermittlungen wegen des Todes von Beck wurden schließlich auf Veranlassung des Reichsjustizministerium niedergeschlagen.
Die Urheber und Täter des Mordes an Beck sind bis heute nicht eindeutig geklärt. Becks Stiefbruder Martin Beck und die Ehefrau des Journalisten Giselher Wirsing gaben später an, dass Beck, Wirsing und Richard Mayer mit Ernst Röhm in Verbindung gestanden und in dessen angebliche Putschabsichten eingebunden gewesen seien. Martin Beck wies in diesem Zusammenhang darauf hin, dass sein Bruder ihm gegenüber kurz vor seinem Tod Andeutungen über eine bevorstehende Aktion Röhms gemacht habe und ihm ein Paket mit Schriftstücken übergeben habe, mit der Anweisung, dieses ungeöffnet zu vernichten, falls ihm etwas zustoßen sollte, was er dann auch getan habe. Mayer habe nach der Ermordung von Fritz Beck ihm, Martin Beck, gegenüber eingeräumt, dass Fritz Beck in die Pläne Röhms für einen Putsch, der auf den 1. Juli 1934 angesetzt worden war, eingeweiht gewesen sei. Er, Mayer, habe ferner Beck im Auftrag Röhms ersucht, in der Schweiz mit maßgebenden anderen Regierungen Kontakt aufzunehmen, wie man sich dort zu einem Regierungswechsel mit Röhm stellen würde. Dabei sollte ein völlig veränderter Kurs gefahren werden, nämlich Sozialismus, Toleranz gegenüber den Kirchen und Einstellung des Rassenkampfes. Becks Neffe Huber meinte demgegenüber, dass die Täter in nationalsozialistischen Münchener Studentenkreisen zu suchen seien: Diese hätten die „günstige“ Gelegenheit der damaligen staatlich orchestrierten Mordwelle genutzt, um einen langjährigen unliebsamen Gegner im „Windschatten“ der Aktion aus dem Weg zu räumen.
Anders als die meisten Opfer der Mordaktion im Münchener Raum wurde Beck nicht im Krematorium des Münchener Ostfriedhofes eingeäschert, sondern regulär beigesetzt. Zu dem Begräbnis legten die Landsberger Studentenschaft und das Studentenwerk Kränze nieder. Über das Begräbnis wurde lediglich im Heimtatteil des Oberbayerischen Generalanzeigers vom 6. Juli 1934 berichtet. Becks Grab ist heute Teil des Familiengrabes der Familie Beck in Landsberg.
In der deutschen Presse wurde der Tod Becks weitgehend verschwiegen: Lediglich eine unauffällige Todesanzeige – in der es hieß, dass „Gott“ nach seinem „unerforschlichen Ratschluss“ beschlossen habe, ihn „unerwartet [...] zu sich zu rufen“ – durfte erscheinen.
In der ausländischen Presse wurde dem Mordfall Beck demgegenüber in den Wochen nach dem 30. Juni 1934 verhältnismäßig viel Aufmerksamkeit gewidmet: So protestierte der Verband der Schweizerischen Studierendenschaften am 13. Juli 1934 in einem offenen Schreiben an den Reichsführer der deutschen Studentenschaft gegen die Ermordung Becks. Dieses Schreiben wurde als offener Brief auch in verschiedenen Schweizer Zeitungen abgedruckt. In der Tschechoslowakischen Republik erschien im Jugendsturm, dem Monatsblatt des Reichsbundes der deutschen katholischen Jugend der Tschechoslowakei eine Traueranzeige, die neben Fritz Beck auch andere führende Katholiken wie Erich von Klausener, Adalbert Probst und Friedrich Gerlich ehrte, die alle am 30. Juni 1934 umgebracht worden waren. Noch weiter ging der zu diesem Zeitpunkt bereits nach Wien emigrierte Philosoph und Autor Dietrich von Hildebrand, der in seinem ausführlichen Nachruf in einer österreichischen Zeitschrift formulierte: „An seiner überragenden Tüchtigkeit scheiterten selbst nach dem Umsturz im März 1933 alle Versuche, ihn zu entfernen und so benützte man das Blutbad des 30. Juni, um den Verhaßten zu beseitigen.“ Auch die Londoner Times, der New York Herald Tribune, die New York Times und die Washington Post berichteten über Becks Ableben. Die meisten dieser Artikel berichteten nicht nur von der ungeklärten Ermordung des Studentenfunktionärs, sondern sie zollten auch seinem Werk und seinem internationalen Engagement Anerkennung und würdigten seine Fähigkeit zur persönlichen Freundschaft, seinen Glauben. Britische Freunde widmeten Beck eine Totenmesse in der Heiligen-Geist-Kapelle der Westminster-Kathedrale.
Nach dem Zweiten Weltkrieg wurde der Mordfall Beck erneut aufgenommen. Die Staatsanwaltschaft München vernahm nun mehrere den Vorgängen nahe stehenden Personen, musste das Verfahren aber schließlich einstellen, ohne dass die Täter ermittelt werden konnten. Zeugen berichteten, dass Beck bei der SS aufgrund seiner betont katholischen Einstellung besonders verhasst gewesen sei.

### Nachleben
Der Yale-Glee-Club stiftete dem Münchener Studentenwerk 1949 ein von Olga Blitz angefertigtes Ölgemälde von Beck.
1994 beschloss der Landsberger Stadtrat, die Hauptschule in der Weststadt mit Genehmigung des Kultusministeriums nach Fritz Beck zu benennen (Fritz-Beck-Mittelschule). Durch die sich aus der Zusammenlegung von Schulsprengeln ergebenden Zusammenführung der Fritz-Beck-Mittelschule und der Mittelschule am Schloßberg im Jahr 2013 entfiel der Schulname von Gesetzes wegen, da der Name einer Schule in Bayern sich stets auch durch den Schulsprengel definiert. Stattdessen wurde ein Metallrelief mit dem Gesicht Becks an der Fassade des Gebäudes angebracht. 2014 wurde zudem als eine weitere Ersatzmaßnahme für die nicht länger bestehende Benennung einer örtlichen Schule nach Beck eine von dem Bildhauer Egon Stöckle geschaffene Büste Becks in der Volkshochschule Landsberg aufgestellt.
In München erinnert das Fritz-Beck-Studentenwohnheim des Bayerischen Lehrervereins (bis 1961 Sitz der Akademischen Austauschstelle) an Becks Wirken. Am 30. Juni 2014 wurde außerdem im Eingangsbereich der Geschäftsstelle des Studentenwerkes München (Leopoldstraße 15) eine Büste von Beck enthüllt.

## Schriften
- "Aus der sozialstudentischen Vorkriegs- und Nachkriegsarbeit in München", in: Zeitschrift der studentischen Selbsthilfe 1930, S. 66ff.